# Панарицій
Панари́цій (лат. panaritium, від викривл. дав.-гр. παρονυχία — «пароніхія») — гнійне запалення тканин пальця. Не плутати з задиркою, яка не є захворюванням шкіри, а є наслідком недостатньої зволоженості шкіри та без зусиль може бути вилучена щипцями для нігтів. Важливу роль у виникненні даного захворювання відіграють дрібні травми, подряпини та осаднення, оскільки вони не привертають увагу гострим болем, однак є причиною появи панарицію.

## Види
- Шкірний — розвиток інфекційного процесу під епідермісом;
- Підшкірний — інфекційний процес локалізується у підшкірно-жировій клітковині пальця;
- Нігтьовий:
  - Пароніхія — запалення навколонігтьового валика;
  - Піднігтьовий — інфекційний процес локалізується під нігтьовою пластинкою;
- Сухожилковий — інфекція локалізується у ділянці сухожильнох піхви та сухожилля згиначів пальця;
- Суглобовий — потологічний процес локалізується у суглобовій щілині;
- Кістковий — запалення, секвестрация і руйнування кістки;
- Пандактиліт (тотальне запалення усіх тканин).

За глибиною поширенності процес:
- Поверхневий
- Глибокий

Ускладнення:
- лімфангіїт, лімфаденіт
- флегмона кисті
- остеомієліт

## Клінічні ознаки
Тканини пальця набрякають, червоніють, проявляється біль, який має наростаючий, пульсуючий та смикаючий характер. Набряк поступово наростає, місцево підвищується температура. При підшкірному панариції помітно накопичення гнійного вмісту під шкірою.